# モンストリラ類
モンストリラ類は、カイアシ類のモンストリラ目モンストリラ科に分類される動物群のことである。ノープリウス幼生の時期にゴカイやイカ、タコ、ヒラメに内部寄生する。成体になると宿主の体表を破って浮遊生活をするが、口器をすべて欠き、摂餌はおこなわない。夜行性であり、日中でのプランクトンネットによる採集では滅多に採ることができない。

## 特徴
モンストリラ類は、カイアシ類の一群であり、一つの目モンストリラ目 (Monstrilloida) にまとめられる。幅広くて長く、後方に次第にせばまる体、前端に第1触角、腹側に付属肢が並び、後端に尾肢がある。大きさは体長3mm程度。しかし、第2触角と口器一式（第1小顎、第2小顎、大顎、顎脚）が完全に欠損している。消化管も失っている。種によっては橙色や緑色、褐色等の色素をもつ。大抵の種は口器があった場所に口部錐体（oral coneまたはoral papilla）がある。雌の第5胸脚がある第5胸節のあとの生殖節には長い抱卵毛が1対あり、ここに卵塊を保持する。雄にはここに太く屈曲した構造物がある。

## 生活史
卵から孵化後、ノープリウス幼生の時期に寄生生活をする。宿主として、ゴカイやイカ、タコ、ヒラメが知られている。孵化したノープリウス幼生は宿主の体表にとりついて侵入し、血管の中に入り込む。ここで幼生はほぼ楕円形の細胞塊として成長する。付属肢等は見られないが、前端部からは一対の細長い突起が発達する。これは栄養の吸収を司るものと考えられている。これは触角のようにも見えるが、実際にはそうでなく、成体になるときには捨て去られる。
幼生は成長すると、蛹という段階になり、その内部に成体の体が形成される。これは、一般のカイアシ類の発生では第5コペポディット期にあたる。外形的には吸収用突起の間、体の先端部に突起を生じ、この内部に第一触角が収まる。それ以外の付属肢は蛹の内部に形成される。
成体は脱皮すると浮遊生活をして、生殖をおこなった後、生涯を終える。雌雄異体である。

## 分類
モンストリラ科 Monstrillidae と Thespesiopsyllidae の2科があったが、後者はキクロプス目のThaumatopsyllidae科のシノニム種であったため、現在は前者の1科のみである。モンストリラ科には7属156種が報告されている。この内、日本に出現するのは4属15種だが、調査例は乏しく、さらに多くの種が出現すると考えられる。
- Monstrillidae （科）
  - Australomonstrillopsis Suarez-Morales & McKinnon, 2014
  - Caromiobenella Jeon, W Lee & Soh, 2018
  - Cymbasoma Thompson I.C., 1888
  - Maemonstrilla Grygier & Ohtsuka, 2008
  - Monstrilla Dana, 1849
  - Monstrillopsis Sars G.O., 1921
  - Spinomonstrilla Suarez-Morales, 2019